# Paulette (Film)
Paulette ist eine französische Krimikomödie aus dem Jahr 2012. Jérôme Enrico schrieb mit drei weiteren Autoren das Drehbuch und führte Regie.

## Handlung
2011: Paulette ist eine ältere Dame, die ihr Dasein in einer heruntergekommenen Trabanten-Vorstadt fristet. Früher hatte sie mit ihrem Mann ein gut gehendes Restaurant. Als es mit dem Restaurant bergab ging und es schließlich geschlossen wurde, verstarb ihr Mann. Sie selbst muss nun mit einer Mindestrente auskommen. In ihr ehemaliges Restaurant, in dem sich jetzt ein asiatisches befindet, schmuggelt sie ab und zu Kakerlaken ein, um diese im Essen zu platzieren. Ihren drei Freundinnen Maria, Lucienne und Renee, die mit ihr Karten spielen, verhält sie sich abweisend gegenüber, ebenso dem freundlichen Nachbarn Walter. Auch zu ihrer Tochter Agnes hat sie ein angespanntes Verhältnis. Das gilt erst recht für den Schwiegersohn Ousmane, da er dunkelhäutig ist. Die Ausländer macht Paulette nämlich für ihr persönliches Unglück verantwortlich. Gelegentlich bittet ihre Tochter sie um die Beaufsichtigung ihres ebenfalls dunkelhäutigen Enkels Leo, was sie nur äußerst widerwillig ausführt.
Während sie sich mit anderen Bedürftigen um die Gemüsereste eines Wochenmarktes streitet, beobachtet sie neidvoll den Wohlstand einiger Jugendlicher im Viertel. Schnell wird ihr klar, dass sie mit Drogen handeln. Eines Tages werden ihre Habseligkeiten gepfändet, da sie die Rechnungen nicht mehr bezahlen kann. Ihr Schwiegersohn, der im Drogendezernat arbeitet, besucht Paulette. Er befragt sie in der Hoffnung, dass sie Beobachtungen zu den Machenschaften der Jugendgangs beisteuern kann. Dieser ist gerührt, als Paulette ihre schroffe Ablehnung scheinbar abbaut und sich sogar für seine Polizeiarbeit zu interessieren beginnt. Doch Paulette ist insgeheim nur an Insiderwissen über die Gepflogenheiten der Drogenbranche interessiert. Ausgerüstet mit diesen Informationen und einem von flüchtenden Dealern weggeworfenen Haschischpäckchen sucht Paulette den Kontakt zu Vito, einem Dealer aus dem „mittleren Management“, und dient sich an, für diesen Cannabis zu verkaufen. Er gibt ihr eine Chance, obwohl er nur wenig von ihr erwartet.
Wegen ihres unverdächtigen Alters und Aussehens entwickelt sich ihre Arbeit als Straßendealerin zu einem einträglichen Geschäft. Die Arbeit macht ihr Spaß und ihr Wohlstand wächst, doch ihr Erfolg bleibt nicht ohne Neider. Eines Tages wird sie von konkurrierenden Dealern zusammengeschlagen und beraubt. Frustriert sinniert Paulette beim Kuchenbacken darüber, wie sie Vito nun auszahlen soll. Der nach einer neuerlichen Schimpfattacke seiner Oma frustrierte Enkel schließt sich in die Küche ein und mischt in die Kuchenmasse aus Rache alles Auffindbare hinein – unwissentlich auch ein Stück Marihuana, das er aus einer Dose nimmt. Paulettes Freundinnen, die keine Ahnung von ihrem Job haben, sind von dem Kuchen begeistert. Paulette verkauft fortan Haschisch in Form von Plätzchen. Diese Geschäftsidee bringt den Durchbruch. Paulette stellt ihre drei Freundinnen ein und sie verkaufen die Drogenkekse mit großem Erfolg in ihrer Wohnung. Es wandelt sich aber auch ihr Charakter: Sie kümmert sich um ihre Familie und ihre Freundinnen, geht sogar mit ihrem Nachbarn Walter – in ihr ehemaliges, jetzt asiatisches Restaurant – aus und baut ihre Vorurteile gegenüber Ausländern allmählich ab. Auch Paulettes Wohlstand wächst, sie kauft sich feine Kleider und einen 3D-Fernseher. Allerdings lebt sie auch gefährlich – zum Beispiel, wenn ihr Schwiegersohn, der Polizist, vorbeischaut.
Wegen ihres Erfolgs wird Paulette zu einer „Audienz“ beim russischen Gangsterboss Taras, Vitos Vorgesetztem, gebeten. Vito wird nach einem kurzen Gespräch zwischen Paulette und Taras entmachtet und Paulette soll in seine Fußstapfen treten. Als Taras aber seine neuen Expansionspläne vorstellt – den Verkauf von Drogenkeksen vor Grundschulen – will Paulette nicht mehr mitmachen. Ihre Wohnung wird auf Taras' Befehl von Vito geplündert und ihr inzwischen liebgewonnener Enkelsohn entführt. Ousmane kann durch eine Polizeiaktion die gefährliche Situation beenden. Paulette und ihre Freundinnen kommen mit einer Bewährungsstrafe davon. Sie, ihre Tochter, ihre Freundinnen und Walter führen ihr Geschäftsmodell auf legale Weise in Amsterdam weiter.

## Hintergrund
Der Film beruht laut dem Regisseur auf einer wahren Begebenheit.
Der Film hatte am 4. Oktober 2012 auf dem Festa do Cinema Frances in Portugal Premiere. Er wurde von Gaumont produziert. Die Deutschlandpremiere erfolgte am 13. Juli 2013. In seinem Entstehungsland Frankreich erreichte die Produktion ein Millionenpublikum. 2013 wurden bundesweit 542.813 Besucher an den deutschen Kinokassen gezählt, womit der Film Platz 61 der meistbesuchten Filme des Jahres belegte.
Hauptdarstellerin Bernadette Lafont starb im Juli 2013 im Alter von 74 Jahren, noch während der Film in den deutschen Kinos lief. Es war ihr letzter Film.
Die deutsche Erstausstrahlung erfolgte am 14. Juli 2014 beim Sender Das Erste unter dem Titel Paulette – Die etwas andere Oma.

## Kritiken
Der Spiegel lobt die Komödie als „sehr witzig“, wenn auch nicht immer politisch korrekt, insbesondere die Hauptdarstellerin könne überzeugen.
Auch die Frankfurter Allgemeine Zeitung sieht den Film positiv: „Die große Bernadette Lafont spielt die biestige Paulette ganz wunderbar und sieht dabei verdammt cool aus. (…) Rollenkonzeption, Spiel und Sechziger-Jahre-Outfit wirken wie ein liebevoll-ironischer Kommentar auf frühe Außenseiterrollen des Nouvelle-Vague-Stars. (…) Es ist immer wieder erstaunlich, wie viel tatsächlich „Inkorrektes“ und Bösartiges dieser postaméliesche Zweig des zeitgenössischen französischen Kinos in seinen Filmen unterbringen kann, ohne dabei in irgendeiner Weise radikal zu werden: Paulette ist nicht niedlich. (…) Und auch das Dealen wird nicht verharmlost, vielmehr haben die Verstrickungen mit der Drogenmafia mittelfristig sehr unangenehme Auswirkungen auf das Leben, auch wenn es natürlich ein utopisches Ende gibt (…) Auch daher ist es ein bisschen schade, dass „Paulette“ nur eine weitere herzige Sozialkomödie geworden ist, in der alle ein bisschen schräg, ein bisschen einsam und verrückt sind und sich in liebevoll eingerichteten Bildern so lange an ihrer Skurrilität reiben, bis ihnen allen ganz warm geworden ist. Und dem Zuschauer auch.“
Falk Schön von Filmstarts vergibt 4 von 5 möglichen Sternen und meint: „Jérôme Enricos Komödie „Paulette“ ist ganz sicher kein sommerlich-französisches Feelgood-Movie à la „Die fabelhafte Welt der Amélie“. Stattdessen bietet die Geschichte über eine mit Cannabis dealende Rentnerin richtig galligen Humor und sorgt mit ihrer höchst ambivalenten Schlussszene im Schnee für reichlich kontroverse Reaktionen. Satirisch überdreht prangern Enrico und seine drei Co-Autoren die ernste wirtschaftliche und politische Lage in Frankreich anhand eines Einzelschicksals an. Zu den zahlreichen Bravourstücken der Macher gehört, dass sich ihre anfangs verbittert wirkende Hauptfigur glaubwürdig zu einer Sympathieträgerin wandelt. (…) Auch wenn die melancholischen Untertöne von Jérôme Enricos Komödie einer Sommer-Wohlfühl-Stimmung entgegenstehen, sollte man sich dieses pfiffige Werk nicht entgehen lassen. Fazit: „Paulette“ ist für Franzosen ein Spiegel ihrer sozialen Probleme, für deutsche Zuschauer ein Fenster zur schwierigen Situation des Nachbarlandes – witzig, aber nicht ausgelassen: eine bittersüße, leicht schwermütige Groteske mit einer formidablen Hauptdarstellerin.“
Das Lexikon des internationalen Films zieht folgendes Fazit: „Eine sympathisch-harmlose Komödie, die sich nur am Rand für Altersarmut interessiert, sondern ganz auf kurzweilige Unterhaltung voller Slapstick und Dialogwitz setzt, wobei die Hauptdarstellerin in einer wahren "Tour de Force" aufspielt, zuweilen aber auch recht übertrieben agiert.“

## Adaptionen
Die Bühnenautorin Anna Bechstein adaptierte den Film 2016 unter dem Titel „Paulette – Oma zieht durch“ für die Bühne. Im März 2017 fand die Uraufführung der Bühnenfassung in einer Produktion des a.gon Theater München im Theater Hameln statt. Die Titelrolle wurde in der Uraufführungsproduktion von der deutschen Schauspielerin Diana Körner gespielt. Das Bühnenwerk ist beim Verlag Ahn & Simrock in Hamburg verlegt.